# Yateras
Yateras is een gemeente in de Cubaanse provincie Guantánamo. De gemeente heeft een oppervlakte van 625 km² en telt 19.000 inwoners (2015). Haar hoofdplaats (cabecera) is sinds 2011 Palenque.